# Plagimasicera petiolata
Plagimasicera petiolata là một loài ruồi trong họ Tachinidae.